# Peter S. Fischer
Peter Steven Fischer (n. 10 august 1935, New York City, New York, SUA – d. 30 octombrie 2023, Pacific Grove⁠(d), California, SUA) a fost un scenarist și producător de televiziune american, cunoscut îndeosebi pentru contribuția sa la serialul de televiziune Verdict crimă, pe care l-a realizat împreună cu Richard Levinson și William Link.

## Carieră
S-a născut în anul 1935 în Statele Unite ale Americii. A fost creatorul serialului de televiziune Verdict crimă (1984-1996) și, de asemenea, producătorul executiv al serialului în cursul primelor șapte sezoane. A fost autorul scenariilor a 8 din cele 22 de episoade ale primului sezon și a scris, singur sau în colaborare, scenariile a peste 30 de episoade ale serialului.
Fischer a mai scris scenariile unor episoade ale serialelor de televiziune Marcus Welby, M.D. (3 episoade, 1972–1973), Columbo (9 episoade, 1974-1995), Baretta (1 episod, 1975) și Kojak (1 episod, 1975). A creat, produs și scris scenarii pentru serialul The Eddie Capra Mysteries (12 episoade, 1978-1979) de la NBC și a scris, de asemenea, scenariile filmelor de televiziune Stranger at My Door (1991) și Dead Man's Island (1996).
În ultima parte a vieții a locuit în orașul Pacific Grove din California.

## Filmografie

### Filme de televiziune
| An   | Film                                   | Activitate                                       | Observații                                                        |
| ---- | -------------------------------------- | ------------------------------------------------ | ----------------------------------------------------------------- |
| 1971 | The Last Child                         | Scenarist                                        |                                                                   |
| 1975 | A Cry for Help                         | Scenarist                                        |                                                                   |
| 1977 | Charlie Cobb: Nice Night for a Hanging | Scenarist și producător                          | A scris scenariul împreună cu Richard Levinson și William Link    |
| 1979 | Donovan's Kid                          | Autorul poveștii care a stat la baza scenariului |                                                                   |
| 1981 | Hellinger's Law                        | Scenarist                                        | A scris scenariul împreună cu Ted Leighton și Jack Laird          |
| 1991 | Tagget                                 | Scenarist                                        | A scris scenariul împreună cu Janis Diamond și Richard T. Heffron |
| 1991 | Stranger at My Door                    | Scenarist                                        |                                                                   |
| 1992 | Coopersmith                            | Scenarist                                        |                                                                   |
| 1995 | Cops n Roberts                         | Scenarist și producător executiv                 |                                                                   |
| 1996 | Dead Man's Island                      | Scenarist                                        | Inspirat din romanul omonim al lui Carolyn Hart                   |

### Seriale de televiziune
| An        | Serial TV                                 | Activitate                                                        | Observații        |
| --------- | ----------------------------------------- | ----------------------------------------------------------------- | ----------------- |
| 1972-1973 | Marcus Welby, M.D.                        | Scenarist                                                         | 3 episoade        |
| 1972-1973 | Owen Marshall, Counselor at Law           | Scenarist                                                         | 2 episoade        |
| 1973-1974 | Griff                                     | Scenarist                                                         | 3 episoade        |
| 1974-1975 | McMillan &amp; Wife                       | Scenarist                                                         | 3 episoade        |
| 1974-1995 | Columbo                                   | Scenarist, producător executiv și consultant scenaristic executiv | Multiple episoade |
| 1975      | Baretta                                   | Scenarist                                                         | 1 episod          |
| 1975      | Kojak                                     | Scenarist                                                         | 1 episod          |
| 1975-1976 | Ellery Queen                              | Scenarist și producător                                           | 22 episoade       |
| 1976      | Delvecchio                                | Scenarist                                                         | 1 episod          |
| 1976      | Once an Eagle                             | Scenarist și producător                                           | 4 episoade        |
| 1977-1978 | What Really Happened to the Class of '65? | Scenarist                                                         | 2 episoade        |
| 1978      | Black Beauty                              | Scenarist și producător executiv                                  |                   |
| 1978      | Richie Brockelman, Private Eye            | Scenarist și producător                                           | 5 episoade        |
| 1978-1979 | The Eddie Capra Mysteries                 | Scenarist, creator, producător și producător executiv             | 12 episoade       |
| 1979      | The Magical World of Disney               | Scenarist                                                         | 2 episoade        |
| 1981-1982 | Darkroom                                  | Scenarist și producător executiv                                  |                   |
| 1984-1996 | Verdict crimă                             | Scenarist, creator și producător executiv                         | Multiple episoade |
| 1986      | Blacke's Magic                            | Scenarist și producător executiv                                  | 14 episoade       |
| 1987-1988 | The Law &amp; Harry McGraw                | Scenarist, creator și producător executiv                         |                   |

## Romane

### The Hollywood Murder Mysteries
- Jezebel in Blue Satin (2010)
- We Don't Need no Stinking Badges (2011)
- Love Has Nothing to Do with It (2011)
- Everybody Wants an Oscar (2012)
- The Unkindness of Strangers (2012)
- Nice Guys Finish Dead (2013)
- Pray For Us Sinners (2013)
- Has Anybody Here Seen Wyckham? (2013)
- Eyewitness to Murder (2014)
- A Deadly Shoot in Texas (2016)
- Everybody Let's Rock (2016)
- A Touch of Homicide (2016)
- Some Like Em Dead (2016)
- Dead Men Pay No Debts (2016)
- Apple Annie and the Dude (2017)
- Till Death Us Do Part (2017)
- Cue the Crows (2017)
- Murder Aboard the Highland Rose (2018)
- Ashes to Ashes (2018)
- The Case of the Shaggy Stalker (2018)
- Warner's Last Stand (2018)
- The Man in the Raincoat (2019)[9]

### Alte romane
- The Blood of Tyrants (2009)
- The Terror of Tyrants (2010)
- Expendable: A Tale of Love and War (2015)

## Premii
| An   | Premiu                  | Categoria                                        | Film          | Rezultat     |
| ---- | ----------------------- | ------------------------------------------------ | ------------- | ------------ |
| 1985 | Premiul Edgar Allan Poe | Cel mai bun episod al unui serial de televiziune | Verdict crimă | Câștigat     |
| 1985 | Premiul Primetime Emmy  | Cel mai bun serial dramatic                      | Verdict crimă | Nominalizare |
| 1986 | Premiul Primetime Emmy  | Cel mai bun serial dramatic                      | Verdict crimă | Nominalizare |
| 1987 | Premiul Primetime Emmy  | Cel mai bun serial dramatic                      | Verdict crimă | Nominalizare |